# Serrano do Maranhão
Serrano do Maranhão is een gemeente in de Braziliaanse deelstaat Maranhão. De gemeente telt 11.085 inwoners (schatting 2009).

## Geografie

### Aangrenzende gemeenten
De gemeente grenst aan Bacuri, Cururupu en Santa Helena.

### Beschermd bosgebied
- Reserva Extrativista de Cururupu